# System Gazociągów Tranzytowych „EuRoPol Gaz”
System Gazociągów Tranzytowych „EuRoPol Gaz” SA (EuRoPol GAZ SA) – polsko-rosyjska spółka akcyjna z siedzibą w Warszawie, utworzona w 1993, właściciel polskiej części gazociągu przesyłowego Jamał-Europa, istotnej części systemu przesyłowego gazu ziemnego w Polsce. Gazociągiem tym, o długości ok. 684 kilometrów, przesyłany był gaz ziemny na potrzeby odbiorców krajowych (ok. 3 mld m³ rocznie) i zagranicznych (ok. 30 mld m³ rocznie).
Od 11 listopada 2022 decyzją Ministra Rozwoju i Technologii ustanowiony został 6-miesięczny tymczasowy zarząd przymusowy, obejmujący 100% akcji Gazprom posiadanych w Europol GAZ S.A., 25 kwietnia 2023 przedłużony do 12 miesięcy. 9 października 2023 Prezes UOKiK, po przeprowadzeniu postępowania antymonopolowego, wyraził zgodę na dokonanie koncentracji polegającej na przejęciu przez ORLEN kontroli nad akcjonariatem Systemu Gazociągów Tranzytowych.
Akcjonariuszami EuRoPol Gaz są Orlen (48%) i System Gazociągów Tranzytowych „EuRoPol Gaz” (52%). Spółka wykupiła akcje od Gazpromu i Gas-Tradingu. Docelowo mają one zostać umorzone, a Orlen przejąć ma 100% udziałów.
Spółka powstała w wyniku realizacji porozumień zawartych w 1993 pomiędzy rządami Rzeczypospolitej Polskiej i Federacji Rosyjskiej.
W dniu 16 lipca 2015 Gas Assets Management sp. z o.o. (spółka zależna PGNiG) sfinalizowała transakcję nabycia 36,17% akcji Gas-Trading od spółki PHZ BARTIMPEX SA. Grupa Kapitałowa PGNiG posiadała od tego czasu 79,58% akcji spółki Gas-Trading i przejęła nad nią kontrolę.

## System przesyłowy EuRoPol GAZ-u
System Gazociągów Tranzytowych (SGT) na terytorium Rzeczypospolitej Polskiej jest częścią mierzącego około 4000 km gazociągu biegnącego z Rosji poprzez Białoruś i Polskę do Europy Zachodniej.
Gazociąg przesyłowy przebiega na terenie Polski równoleżnikowo, od granicy polsko-białoruskiej w rejonie wsi Kondratki do granicy polsko-niemieckiej w rejonie miejscowości Górzyca.
Trasa gazociągu przebiega w Polsce przez:
- 5 województw (podlaskie, mazowieckie, kujawsko-pomorskie, wielkopolskie i lubuskie)
- 27 powiatów
- 69 gmin.

Podstawowe dane techniczne polskiego odcinka gazociągu tranzytowego:
- ciśnienie robocze – 8,4 MPa
- długość – 683,9 km
- średnica gazociągu – DN1400
- 1 fizyczny punkt wejścia – Kondratki
- 3 fizyczne punkty wyjścia – Mallnow, PWP (na który składają się dwa punkty o fizycznej lokalizacji: Lwówek, Włocławek)
- 5 tłoczni gazu o łącznej mocy 400 MW – TG Kondratki, TG Zambrów, TG Ciechanów, TG Włocławek, TG Szamotuły

Decyzją Prezesa URE od 2010 roku funkcję operatora polskiego odcinka gazociągu tranzytowego pełni Operator Gazociągów Przesyłowych GAZ-SYSTEM S.A.. 24 lutego 2022 nowelizacja ustawy – Prawo energetyczne przedłużyła okres wykonywania operatorstwa do 6 grudnia 2068.